# 퓨시드산
퓨시드산(영어: fusidic acid)은 연고와 안약에 국소적으로 사용되는 항생제이지만, 정제 또는 주사제로 전신 투여도 될 수 있다. 후시딘(영어: Fucidin)이라는 상품명으로도 판매되고 있다. 항생제 내성이 심화되는 것에 대한 세계적인 문제는 최근에 퓨시드산의 사용에 대한 새로운 관심으로 이어졌다.

## 같이 보기
- 항생제